# Управління програми оборонних закупівель
Управління програми оборонних закупівель (кор. 방위사업청; ханча 防衛事業廳; латиніз. Bangwi Saeopcheong; англ. Defense Acquisition Program Administration, DAPA) — адміністративне агентство Міністерства національної оборони Південної Кореї, онтролює справи, пов’язані з проєктами вдосконалення оборонних можливостей, закупівлями військового постачання та розвитком оборонної промисловості. 
Засноване 01 січня 2006 року з ініціативи Президента Но Му Хьона в рамках комплексної реформи проєкту оборонних закупівель, зокрема впровадження та розробки військового обладнання.  До заснування Управління його функції були розподілені між 8 різними установами, такими як Міноборони, Об’єднаний комітет начальників штабів, окремі управління частин Збройних сил та Агентство з оборонних закупівель. Передача цих функцій в одне централізоване управління покращила ефективність розподілу ресурсів, створила оптимальний процес попереднього дослідження і значно підвищила прозорість системи, дозволивши приборкати корупцію. 
DAPA має виключні повноваження щодо планування та бюджету програм розвитку оборони та закупівель для Збройних сил, а також введення в дію корейських оборонних специфікацій (англ. Korean Defense Specifications; KDS). До Управління входять два субагентства: Агентство з оборонного розвитку (англ. Agency for Defense Development; ADD), відповідальне за розвиток оборони; та Агентство з оборонної технології та якості (англ. Defense Agency for Technology and Quality; DTaQ), відповідальне за програми вдосконалення оборони та сертифікаційні випробування якості оборони.  
З 2017 року штаб-квартира знаходиться в урядовому комплексі міста Квачхон. У липні 2023 року частково переміщена до Теджону, повний переїзд планується до 2027 року. 